# 埃里克·林德 (帆船运动员)
埃里克·林德（瑞典語：Erik Lindh，1865年5月1日—1914年12月1日），生于海门科斯基，芬兰男子帆船运动员。他曾代表芬兰参加1912年夏季奥林匹克运动会帆船比赛，获得一枚银牌。